# تشارلز إل. غيفورد
تشارلز إل. غيفورد (بالإنجليزية: Charles L. Gifford)‏ هو مربي وسياسي أمريكي، ولد في 15 مارس 1871 في الولايات المتحدة، وتوفي بنفس المكان في 23 أغسطس 1947. حزبياً، نشط في الحزب الجمهوري. انتخب عضو مجلس ولاية ماساتشوستس (1914 – 1919) وانتخب عضو مجلس نواب ماساتشوستس (1912 – 1913) وانتخب عضو مجلس النواب الأمريكي.